# Loweporus rufescens
Loweporus rufescens är en svampart som beskrevs av Corner 1989. Loweporus rufescens ingår i släktet Loweporus och familjen Polyporaceae.   Inga underarter finns listade i Catalogue of Life.